# 이와나가 미네이치

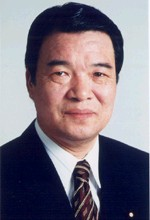

이와나가 미네이치(岩永 峯一, いわなが みねいち, 1941년 9월 5일 ~)는 일본의 정치인이다. 자유민주당 소속 전 중의원 의원이었으며, 제3차 고이즈미 내각의 농림수산대신을 지냈다.
시가현에서 태어나, 주오 대학 법학부를 중퇴하였다. 1971년, 시가 현 시가라키 정 (지금의 고카시) 읍의 (町議) 가 되었으며, 1975년 시가 현 의회 의원이 되어 다섯 번에 걸쳐 의회 의원 직을 맡았다. 1988년부터 1989년까지 시가 현 의회 부의장, 1990년부터 1991년까지 시가 현 의회 의장을 지냈다.
1996년 제41회 중의원 의원 총선거에서 구 시가 3구에서 무소속으로 입후보 해 당선되었고, 당선된 후 자유민주당에 들어갔다. 제2차 고이즈미 내각 개조내각에서 농림수산 부대신이 되었으며, 2005년 농림수산대신 시마무라 요시노부 (島村 宜伸) 가 우정 해산에 반대해 파면되면서, 고이즈미가 농림수산대신을 겸임하였다.
이후 당시 부대신이었던 이와나가가 농림수산대신이 되었으며, 오스트레일리아의 브리즈번에서 열린 5개국 농상 회의에 출석하였다. 제3차 고이즈미 내각에서는 전 각료 재임이라는 형태로 유임했으나, 나중에 내각 개조로 인해 농림수산대신 직에서 82일 만에 물러났다.
2008년, 건강상의 이유로 차기 중의원 선거에 입후보하지 않고 은퇴한다고 표명했으며, 2009년에 자유민주당 시가 현련회장을 사임하였다.

## 같이 보기
- 한일의원연맹

| 전임 고이즈미 준이치로 | 일본 농림수산대신 2005년 | 후임 나카가와 쇼이치 |